# Colaspedusa
Colaspedusa là một chi bọ cánh cứng trong họ Chrysomelidae.
Chi này được Medvedev miêu tả khoa học năm 1998.

## Các loài
Các loài trong chi này gồm:
- Colaspedusa bicoloripes Medvedev, 1998
- Colaspedusa malayana Medvedev, 1998
- Colaspedusa verrucosa Medvedev & Zoia, 2001